# Sacrificio de Isaac (Pittoni, Speed Art Museum)
El sacrificio de Isaac  (en italiano: Sacrificio di Isacco) es un cuadro al óleo realizado por el pintor italiano Giambattista Pittoni, localizado según la última referencia disponible en el Speed Art Museum de Louisville, Kentucky.
No es la única vez que Pittoni trató el tema del sacrificio de Isaac, del que se encuentran otras versiones en la iglesia de San Francesco della Vigna de Venecia (1713) y  en el Museo de Bellas Artes de Boston (c. 1750. Abraham sacrificando a su hijo Isaac)